# Mistrzostwa Ameryki Północnej, Środkowej i Karaibów w Piłce Siatkowej Mężczyzn 2013
Mistrzostwa Ameryki Północnej, Środkowej i Karaibów w Piłce Siatkowej Mężczyzn 2013 – 23 edycja mistrzostw rozegrana zostanie w dniach 23 września – 28 września 2013 roku w kanadyjskiej miejscowości Langley. W rozgrywkach wystartuje 9 reprezentacji narodowych.

## Drużyny uczestniczące
| Grupa A                                  | Grupa B               | Grupa C                 |
| ---------------------------------------- | --------------------- | ----------------------- |
| Dominikana Stany Zjednoczone Saint Lucia | Bahamy Kuba Portoryko | Kanada Gwatemala Meksyk |

## Faza grupowa

### Grupa A
Tabela
| Lp. | Drużyna           | Pkt | Mecze | Mecze | Mecze | Małe punkty | Małe punkty | Małe punkty | Sety | Sety | Sety  |
| Lp. | Drużyna           | Pkt | M     | W     | P     | zdob.       | str.        | ratio       | wyg. | prz. | ratio |
| --- | ----------------- | --- | ----- | ----- | ----- | ----------- | ----------- | ----------- | ---- | ---- | ----- |
| 1   | Stany Zjednoczone | 10  | 2     | 2     | 0     | 150         | 78          | 1.923       | 6    | 0    | MAX   |
| 2   | Dominikana        | 5   | 2     | 1     | 1     | 120         | 129         | 0.930       | 3    | 3    | 1.000 |
| 3   | Saint Lucia       | 0   | 1     | 0     | 1     | 87          | 150         | 0.580       | 0    | 6    | 0.000 |

Źródło: norceca.net
Punktacja: 3:0 – 5 pkt, 3:1 – 4 pkt, 3:2 – 3 pkt, 2:3 – 2 pkt, 1:3 – 1 pkt, 0:3 – 0 pkt
Zasady ustalania kolejności: 1. liczba punktów, 2. stosunek małych punktów, 3. stosunek setów, 4. bilans w bezpośrednich meczach
Wyniki
| Data  | Godz. | Drużyna 1         | Wynik | Drużyna 2   | 1     | 2     | 3     | 4 | 5 | Widzów | * |
| ----- | ----- | ----------------- | ----- | ----------- | ----- | ----- | ----- | - | - | ------ | - |
| 23.09 | 16:00 | Stany Zjednoczone | 3:0   | Saint Lucia | 25:12 | 25:10 | 25:11 |   |   | 275    | 1 |
| 24.09 | 20:00 | Stany Zjednoczone | 3:0   | Dominikana  | 25:19 | 25:17 | 25:9  |   |   | 340    | 2 |
| 25.09 | 18:00 | Dominikana        | 3:0   | Saint Lucia | 25:19 | 25:12 | 25:23 |   |   | 375    | 3 |

### Grupa B
Tabela
| Lp. | Drużyna   | Pkt | Mecze | Mecze | Mecze | Małe punkty | Małe punkty | Małe punkty | Sety | Sety | Sety  |
| Lp. | Drużyna   | Pkt | M     | W     | P     | zdob.       | str.        | ratio       | wyg. | prz. | ratio |
| --- | --------- | --- | ----- | ----- | ----- | ----------- | ----------- | ----------- | ---- | ---- | ----- |
| 1   | Kuba      | 9   | 2     | 2     | 0     | 172         | 121         | 1.421       | 6    | 1    | 6.000 |
| 2   | Portoryko | 6   | 2     | 1     | 1     | 161         | 144         | 1.118       | 4    | 3    | 1.333 |
| 3   | Bahamy    | 0   | 2     | 0     | 2     | 82          | 150         | 0.547       | 0    | 6    | 0.000 |

Źródło: norceca.net
Punktacja: 3:0 – 5 pkt, 3:1 – 4 pkt, 3:2 – 3 pkt, 2:3 – 2 pkt, 1:3 – 1 pkt, 0:3 – 0 pkt
Zasady ustalania kolejności: 1. liczba punktów, 2. stosunek małych punktów, 3. stosunek setów, 4. bilans w bezpośrednich meczach
Wyniki
| Data  | Godz. | Drużyna 1 | Wynik | Drużyna 2 | 1     | 2     | 3     | 4     | 5 | Widzów | * |
| ----- | ----- | --------- | ----- | --------- | ----- | ----- | ----- | ----- | - | ------ | - |
| 23.09 | 18:00 | Kuba      | 3:0   | Bahamy    | 25:16 | 25:12 | 25:7  |       |   | 350    | 1 |
| 24.09 | 18:00 | Kuba      | 3:1   | Portoryko | 25:17 | 22:25 | 25:22 | 25:22 |   | 300    | 2 |
| 25.09 | 16:00 | Portoryko | 3:0   | Bahamy    | 25:10 | 25:17 | 25:20 |       |   | 105    | 3 |

### Grupa C
Tabela
| Lp. | Drużyna   | Pkt | Mecze | Mecze | Mecze | Małe punkty | Małe punkty | Małe punkty | Sety | Sety | Sety  |
| Lp. | Drużyna   | Pkt | M     | W     | P     | zdob.       | str.        | ratio       | wyg. | prz. | ratio |
| --- | --------- | --- | ----- | ----- | ----- | ----------- | ----------- | ----------- | ---- | ---- | ----- |
| 1   | Kanada    | 10  | 2     | 2     | 0     | 150         | 79          | 1.899       | 6    | 0    | MAX   |
| 2   | Meksyk    | 5   | 2     | 1     | 1     | 124         | 130         | 0.954       | 3    | 3    | 1.000 |
| 3   | Gwatemala | 0   | 2     | 0     | 2     | 85          | 150         | 0.567       | 0    | 3    | 0.000 |

Źródło: norceca.net
Punktacja: 3:0 – 5 pkt, 3:1 – 4 pkt, 3:2 – 3 pkt, 2:3 – 2 pkt, 1:3 – 1 pkt, 0:3 – 0 pkt
Zasady ustalania kolejności: 1. liczba punktów, 2. stosunek małych punktów, 3. stosunek setów, 4. bilans w bezpośrednich meczach
Wyniki
| Data  | Godz. | Drużyna 1 | Wynik | Drużyna 2 | 1     | 2     | 3     | 4 | 5 | Widzów | * |
| ----- | ----- | --------- | ----- | --------- | ----- | ----- | ----- | - | - | ------ | - |
| 23.09 | 20:00 | Kanada    | 3:0   | Gwatemala | 25:10 | 25:10 | 25:10 |   |   | 750    | 1 |
| 24.09 | 16:00 | Meksyk    | 3:0   | Gwatemala | 25:18 | 25:14 | 25:23 |   |   | 100    | 2 |
| 25.09 | 20:00 | Kanada    | 3:0   | Meksyk    | 25:22 | 25:15 | 25:12 |   |   | 1200   | 3 |

### Ćwierćfinały
| Data  | Godz. | Drużyna 1 | Wynik | Drużyna 2  | 1     | 2     | 3     | 4     | 5     | Widzów | * |
| ----- | ----- | --------- | ----- | ---------- | ----- | ----- | ----- | ----- | ----- | ------ | - |
| 26.09 | 18:00 | Portoryko | 3:0   | Meksyk     | 25:17 | 25:17 | 25:22 |       |       | 350    | 1 |
| 26.09 | 20:00 | Kuba      | 3:2   | Dominikana | 25:21 | 21:25 | 23:25 | 25:16 | 15:12 | 300    | 1 |

### Mecz o 9 miejsce
| Data  | Godz. | Drużyna 1 | Wynik | Drużyna 2 | 1     | 2     | 3     | 4 | 5 | Widzów | * |
| ----- | ----- | --------- | ----- | --------- | ----- | ----- | ----- | - | - | ------ | - |
| 26.09 | 16:00 | Gwatemala | 0:3   | Bahamy    | 18:25 | 21:25 | 23:25 |   |   | 150    | 1 |

### Mecz o 7 miejsce
| Data  | Godz. | Drużyna 1   | Wynik | Drużyna 2 | 1     | 2     | 3     | 4 | 5 | Widzów | * |
| ----- | ----- | ----------- | ----- | --------- | ----- | ----- | ----- | - | - | ------ | - |
| 27.09 | 16:00 | Saint Lucia | 0:3   | Bahamy    | 17:25 | 20:25 | 20:25 |   |   | 250    | 1 |

### Półfinały
| Data  | Godz. | Drużyna 1         | Wynik | Drużyna 2 | 1     | 2     | 3     | 4     | 5 | Widzów | * |
| ----- | ----- | ----------------- | ----- | --------- | ----- | ----- | ----- | ----- | - | ------ | - |
| 27.09 | 18:00 | Stany Zjednoczone | 3:1   | Portoryko | 25:13 | 24:26 | 25:20 | 25:16 |   | 840    | 1 |
| 27.09 | 20:00 | Kanada            | 3:0   | Kuba      | 25:14 | 25:17 | 25:21 |       |   | 2200   | 1 |

### Mecz o 5 miejsce
| Data  | Godz. | Drużyna 1 | Wynik | Drużyna 2  | 1     | 2     | 3     | 4 | 5 | Widzów | * |
| ----- | ----- | --------- | ----- | ---------- | ----- | ----- | ----- | - | - | ------ | - |
| 28.09 | 16:00 | Meksyk    | 3:0   | Dominikana | 25:23 | 25:22 | 26:24 |   |   | 500    | 1 |

### Mecz o 3 miejsce
| Data  | Godz. | Drużyna 1 | Wynik | Drużyna 2 | 1     | 2     | 3     | 4     | 5     | Widzów | * |
| ----- | ----- | --------- | ----- | --------- | ----- | ----- | ----- | ----- | ----- | ------ | - |
| 28.09 | 18:00 | Portoryko | 2:3   | Kuba      | 29:27 | 27:25 | 20:25 | 25:27 | 12:15 | 2300   | 1 |

### Finał
| Data  | Godz. | Drużyna 1         | Wynik | Drużyna 2 | 1     | 2     | 3     | 4 | 5 | Widzów | * |
| ----- | ----- | ----------------- | ----- | --------- | ----- | ----- | ----- | - | - | ------ | - |
| 28.09 | 20:00 | Stany Zjednoczone | 3:0   | Kanada    | 25:23 | 25:20 | 25:14 |   |   | 5000   | 1 |

## Nagrody indywidualne
| MVP              | Najlepszy punktujący | Najlepszy blokujący | Najlepszy atakujący | Najlepszy przyjmujący | Najlepszy zagrywający | Najlepszy rozgrywający | Najlepszy broniący | Najlepszy libero |
| ---------------- | -------------------- | ------------------- | ------------------- | --------------------- | --------------------- | ---------------------- | ------------------ | ---------------- |
| Matthew Anderson | Rolando Cepeda       | Rudy Verhoeff       | Leonardo Alexis     | Blair Bann            | Micah Christenson     | Micah Christenson      | Dennis Del Valle   | Dennis Del Valle |

## Klasyfikacja końcowa
| Miejsce | Zespół            |
| ------- | ----------------- |
|         | Stany Zjednoczone |
|         | Kanada            |
|         | Kuba              |
| 4       | Portoryko         |
| 5       | Meksyk            |
| 6       | Dominikana        |
| 7       | Bahamy            |
| 8       | Saint Lucia       |
| 9       | Gwatemala         |